# Legend - Part II
Legend - Part II è un album del gruppo statunitense dei Saviour Machine, pubblicato nel 1998, che costituisce la seconda parte della trilogia Legend.

## Tracce
1. The Covenant – 8:50
2. The Whore of Babylon – 5:17
3. Legend II:I – 1:28
4. The False Prophet – 3:58
5. Mark of the Beast – 4:03
6. Antichrist II: The Balance of Power – 8:00
7. World War III: The Final Conflict II – 3:57
8. Behold a Pale Horse – 3:53
9. The Martyrs Cry – 4:29
10. The Promise – 10:35
11. The Sixth Seal – 4:55
12. Legend II:II – 1:31
13. The Holy Spirit – 1:42
14. The Bride of Christ – 4:10
15. Rapture: The Seventh Seal – 6:56
16. War in Heaven - The Second Fall – 5:41

## Formazione
- Eric Clayton - voce
- Jeff Clayton - chitarra
- Charles Cooper - basso
- Jayson Heart - batteria, percussioni
- Nathan Van Hala - pianoforte, tastiere, campionatore